# جیانلوکا فستا
جیانلوکا فستا (انگلیسی: Gianluca Festa؛ زادهٔ ۱۵ مارس ۱۹۶۹) بازیکن فوتبال اهل ایتالیا است.
از باشگاه‌هایی که در آن بازی کرده‌است می‌توان به باشگاه فوتبال اینتر میلان، باشگاه فوتبال پورتسموث، باشگاه فوتبال آ.اس. رم، باشگاه فوتبال کالیاری، و باشگاه فوتبال میدلزبرو اشاره کرد.